# Elaphurus davidianus
O milu  ou cervo-do-padre-david (Elaphurus davidianus) é um raro cervídeo, originário da China.
Sua sobrevivência se deve em boa parte ao missionário francês Armand David, que em 1865 levou vários exemplares à Europa. Os animais foram retirados de uma reserva imperial da Dinastia Qing, onde a espécie estava confinada e a entrada era punida com a morte. O animal tem uma cauda longa, cascos largos e ramificado. Os adultos tem os revestimentos no verão que são um vermelho brilhante e uma listra dorsal escura, e revestimentos escuros e cinzentos no inverno. As jovens corças são manchadas. Os adultos chegam a pesar 100-200 quilogramas .
Segundo a IUCN, este cervídeo foi em 2008 classificado como extinto em meio selvagem.